# 슈호정
슈호정(秋芳町)은 야마구치현 서부에 있던 정이며 미네군에 속했다.
일본 최대의 카르스트 대지인 아키요시다이가 있으며, 마을 중심부는 그 남쪽의 완만한 구릉에 있다.
기후는 여름 덥고 겨울 춥다는 내륙부 특유의 기후이며, 겨울철에는 적설도 볼 수 있다.

## 지리
마을 북부를 주고쿠 산지가 횡단하고 있으며, 그 남쪽으로 카르스트 대지인 아키요시다이가 펼쳐진다. 마을 대부분이 아키요시다이 국정공원으로 되어 있으며, 카르스트 대지 지하에는 많은 종유동이 존재하고 있다.

## 역사
- 1955년 4월 1일 - 아키요시촌, 이와나가촌, 벳푸촌, 교와촌이 합병해 성립하였다.
- 2007년 2월 13일 - 미네시, 미토정과 합병 협정서에 조인하였다.
- 2008년 3월 21일 - 미네시, 미토정과 합병해 새로운 미네시가 성립하였다. 동일 슈호정은 폐지되었다.

## 행정
- 나카모토 요시히로 （中本喜弘）

## 교통

### 철도
정내에는 철도 노선은 다니지 않는다. 철도를 이용할 경우 가장 가까운 역은 서일본 여객철도 미네 선의 미네역을 이용했었다.

### 버스
- 주고쿠 JR 버스
- 산덴 교통
- 보초 교통

### 도로
- 국도 제435호선 (일본)(일본어판)